# Петровка (Нежинский район)
Петро́вка (укр. Петрівка) – село, расположенное на территории Нежинского района Черниговской области (Украина).
Население составляет 955 жителей (2006 год). Плотность населения — 189,63 чел/кв.км.
Впервые упоминается в 1590 году.
Село Петровка находится примерно в 28 км к юго-востоку от центра города Бобровица. Средняя высота населённого пункта — 127 м над уровнем моря. Село находится в зоне умеренно континентального климата.
Национальный состав представлен преимущественно украинцами, конфессиональный состав — христианами.

## История
Происхождение названия, очевидно, от даты основания села — на праздник Петра и Павла. Впрочем, в селе существует версия, которая связывает название села с Петром I. 
В Петровке расположен памятник архитектуры XIX в. — каменная Петропавловская церковь (1838).
На территории села обнаружено городище времен Киевской Руси (XII — XIII вв.).
Село Петровка имеет довольно давнюю историю, оно относится к местам имеющим такие археологические памятники как Валы с погребениями скифских времён 7—2 веков.
О селе не содержится данных в Генеральном следствии Переяславского полка (1729—1731), хотя в составе Басанская сотни и Быковского волости упомянуто большинство окружающих сёл. Румянцевское описание Малороссии 1765-1769 содержит информацию о селе Петровка Басанской сотни Переяславского полка.
Новый облик село получило в 1776 году, когда некоторые населённые пункты от Басани до Прилук были заселены переселенцами из Запорожской Сечи после пресловутого екатерининского приказа об отмене низового казачества.
Окружающие населённые пункты: Старый и Новый Быков, Казацкое, Красное, Середовка, Згуровка, как и все левобережные населённые пункты между Десной и Супоем, имели свою историю и во время освободительной борьбы под руководством Богдана Хмельницкого принадлежали сначала к Быковской, а затем к Басанской сотне Переяславского полка. Сечевики, которые переселились в Петровку в 1775—76 годах, строили его равными планками (улицами). Сельчане ещё их называют созвучно — плам (план). Петровка относилась к Басаньской сотни.
В конце 1781 малороссийский генерал-губернатор отменил казачье самоуправление. Территориальные казацкие полки были заменены кавалерийскими и гусарскими. Петровские казаки служили в гусарских полках. Их набирали на шестилетнюю службу. Своих подданных царская власть щедро одаривала землёй. Петровские хозяйства разрослись к угодьям Середовки и Николаевки.
В 1781 году в селе было 2 дома духовенства, 2 дома церковников и 143 дома простолюдинов и подсоседков. 1787 Петровка с 612 взрослыми мужчинами принадлежала графу Кириллу Разумовскому и военному товарищу Воробъевскому.
Петровчане построили в 1838 году Петропавловскую церковь, а в 1847 году при ней была открыта церковно-приходская школа. В 1924 году молодёжь осела на своих землях основала село Запорожье на месте  стана Загорож, который существовал в Киевской Руси с X века для смены лошадей княжеских гонцов.
Петропаловская церковь.
Скорее всего, Петропавловская церковь получила такое название потому, что село было основано в июле, на праздник Петра и Павла. Когда её начали строить — неизвестно, однако строительство завершили в 1838 году. Храм имеет форму прямоугольника. В середине 19 века в Петропавловской церкви пристроили западный притвор (пристройка перед входом в храм) и двухъярусную колокольню с мавританским куполом. 
В 1895 году по замыслу архитектора Александра Ягна в притворе пристроили хоры в виде балкона, которые стояли на двух колоннах. В 1930 году верхний ярус колокольни был уничтожен, его восстановили через 20 лет. 
Петропавловская церковь является уникальной в архитектурном плане. Здесь можно увидеть черты раннего историзма и переход позднего классицизма к романтизму. Присутствуют также элементы неоготики.